# Renbæk Fængsel
Renbæk Fængsel er et delvist åbent og lukket fængsel, beliggende på Renbækvej, 10 kilometer øst for Skærbæk i Sønderjylland. Oprindeligt husede arealet fra 1938 Statens Ungdomslejr i Renbæk, en lejr for unge arbejdsløse, men blev i 1943 midlertidigt overtaget af Kriminalforsorgen til at huse indsatte fra den åbne anstalt Statens Arbejdshus i Sønder Omme. Fængslet blev overtaget af den tyske besættelsesmagt, og blev i 1946 konverteret til et egentligt statsfængsel. Næsten alle de nuværende bygninger er bygget i 1960’erne.
Renbæk Fængsel har 160 pladser, og som udgangspunkt afsones der i enkeltceller, men fængslet har dog syv dobbeltceller. De indsatte er fortrinsvis mænd fra Fyn og Sydjylland og de indsatte kan komme i uddannelsesforløb, hovedsageligt indenfor landbrug og skovbrug. Den 1. december 2011 blev 50 ud af de 160 pladser omdannet til lukkede pladser for at aflaste de daværende overfyldte arresthuse. 
I 2015 indgik Den Sociale Retshjælp en samarbejdsaftale med Renbæk Fængsel og har siden haft faste, opsøgende rejseholdsbesøg, hvor der tilbydes gratis juridisk rådgivning på trin 1-3 inden for blandt andet leje-, social- og udlændingeretlige problemstillinger samt gældsrådgivning på trin 1-3 til alle indsatte.
2016 skiftede Statsfængslet Renbæk navn til Institution Vadehavet, Renbæk Fængsel. Nuværende fængselsinspektør er Anne Therkelsen og fængslet beskæftiger ca. 130 medarbejdere.

## Renbæks historie
I januar 1933 organiserede forstanderen for Askov  Højskole J.Th. Arnfred en privat gruppe, hvis formål var at hjælpe unge arbejdsløse med beskæftigelse. Sagen blev støttet af staten og af kommunerne i Varde, Ribe og Esbjerg. Den 1. april 1935 købte Statens Jordlovsudvalg 113 ha fra Renbækgård. Det private udvalg forpagtede arealet. Der blev fra kommunerne stillet et beløb på 4.900 kr. til rådighed til indkøb af en barak, sengetøj og køkkengrej. Lejren blev herefter oprettet, hvor nu Renbæk Fængsel ligger. 
1938 blev lejren overtaget af staten i lighed med de andre ungdomslejre og lejren blev udbygget således, at den i alt kunne rumme 110 elever.
1943 blev nogle afdelinger på Statens Arbejdshus ved Sdr. Omme evakueret efter ordre fra den tyske besættelsesmagt. – 119 arbejdshusfanger blev den 10. december 1943 overført til Renbæk.
1944 overtog fængselsvæsenet foruden det oprindelige areal tillige de af staten tilhørende arealer kaldet Bjørnkær og “Hamborgergården” (“Hønninggård”), således at det samlede areal kom op på 1.000 td. land. Efter denne udvidelse blev arbejdstempoet stærkt forøget med hensyn til kultiverings- og afvandingsarbejderne.
Kort efter besættelsen, blev fængslet overfyldt som følge af interneringen af danskere der havde arbejdet for tyskerne. Ved årsskiftet 1946 vendte arbejdshus-fangerne tilbage til Sdr. Omme, og den 21. januar 1946 kom de første fængselsfanger til Renbæk. De primitive boligforhold fortsatte helt op til 1. april 1960. Fra denne dato overtog fængselsvæsenet de nuværende bygninger og jorder fra jordlovsudvalget.
1960 blev der opført tre bygninger med plads til hver 32 indsatte. Senere blev der bygget værkstedslokaler, og et nyt landbrug blev taget i brug i 1966. Der blev også opført et område med udlejningsboliger til personalet.
I juli 2004 blev et kirkerum og forsamlingshus indviet. Bygningen er blandt andre støttet af "A.P. Møller Fonden".
Indtil 2005 var omkring 110 indsatte beskæftiget med – skov, landbrug, tomatgartneri, træindustrielt værksted samt vedligeholdelse af bygninger, anlæg og maskineri og en mindre skole. Samme år blev fængslet udvidet med to nye afdelinger omgivet af et 6 meter højt hegn, med i alt 50 fængselspladser og 6 strafcellepladser som følge af store ventelister. Senere er de eksisterende bygninger blevet kraftigt moderniseret, en ny administrations bygning blev bygget i 2007. Fra den 1. december 2011 blev 50 ud af fængslets 160 pladser lavet om til lukkede / arresthus pladser. I nutiden råder fængslet over 110 åbne fængselspladser, 50 arresthuslignende lukkede pladser samt en personalestab på omkring 130. I det indhegnede område er der opført en bygning på ca. 1000 km² til brug for fængslets arresthuslignende pladser. Bygningen rummer en værkstedsbygning, en gymnastikhal samt en ny skole. Dette skyldes at de indsatte der er placeret i de lukkede pladser ikke har mulighed for at deltage i aktiviteterne udenfor de etablerede sikkerhedshegn.